# Tijuana Challenger
Il Tijuana Challenger è stato un torneo professionistico di tennis giocato su campi in cemento. Faceva parte dell'ATP Challenger Series. L'unica edizione si è disputata a Tijuana in Messico.

## Albo d'oro

### Singolare
| Anno | Campione     | Finalista           | Punteggio |
| ---- | ------------ | ------------------- | --------- |
| 1998 | Michael Hill | Alejandro Hernández | 7–5, 6–1  |

### Doppio
| Anno | Campioni                     | Finalisti                      | Punteggio |
| ---- | ---------------------------- | ------------------------------ | --------- |
| 1998 | Michael Hill Scott Humphries | Mitch Sprengelmeyer Eric Taino | 6–3, 6–2  |